# Sue Hubbell
Pour les articles homonymes, voir Hubbell.
Sue Hubbell (née Suzanne Gilbert le 28 janvier 1935 à Kalamazoo dans le Michigan et morte le 13 octobre 2018 à Bar Harbor dans le Maine), est une écrivaine américaine.

## Biographie
Fille d'un biologiste, Sue Hubbel fut bibliothécaire à Trenton puis à l'université Brown à Rhode Island. En 1972, Sue Hubbel et son mari changent de vie pour devenir apiculteurs dans le Missouri (État), dans les monts Ozarks.
Elle a relaté sa vie solitaire dans les Ozarks, auprès des abeilles, dans son récit autobiographique Une année à la campagne (A Country Year: living the questions, 1983), dont la traduction française, éditée en 1988 chez Gallimard, est préfacée par J. M. G. Le Clézio sous le titre « La Dame aux abeilles ».

## Ouvrages
- (en-US) A Book of Bees: And How to Keep Them, Boston : Houghton Mifflin (1988)  (ISBN 0-395-88324-5)
- (en-US) A Country Year: Living the Questions, New York : Random House (1986)  (ISBN 0-394-54603-2)
- (en-US) Broadsides from the Other Orders: A Book of Bugs, New York : Random House (1993)  (ISBN 0-679-40062-1)
- (en-US) Far-flung Hubbell, New York: Random House (1995)  (ISBN 0-679-42833-X)
- (en-US) From Here to There and Back Again, Ann Arbor : University of Michigan Press (2004)  (ISBN 0-472-11419-0)
- (en-US) Shrinking the Cat: Genetic Engineering Before We Knew About Genes (2001)
- (en-US) On This Hilltop, New York : Ballantine Books (1991)  (ISBN 0-345-37306-5)
- (en-US) Waiting for Aphrodite: Journeys into the Time Before Bones, Boston : Houghton Mifflin (1999)  (ISBN 0-395-83703-0)